# أبو سيدهم (قرية)
قرية أبو سيدهم هي إحدى القرى التابعة لمركز سمالوط بمحافظة المنيا في جمهورية مصر العربية. حسب إحصاءات سنة 2006، بلغ إجمالي السكان في أبو سيدهم 9134 نسمة، منهم 4746 رجلا و4388 امرأة.